# Arlette Brülhart
Arlette Brülhart (ur. 13 sierpnia 1987) – szwajcarska lekkoatletka specjalizująca się w skoku o tyczce.
Wielokrotna medalistka mistrzostw kraju. Podczas młodzieżowych mistrzostw Europy (Kowno 2009) z wynikiem 3,70 m zajęła 21. miejsce w eliminacjach i nie awansowała do finału.

## Rekordy życiowe
- skok o tyczce – 4,06 (2010)
- skok o tyczce (hala) – 4,00 (2011)